# ديمون سيفرسون
ديمون سيفرسون هو لاعب هوكي الجليد كندي، ولد في 7 أغسطس 1994 في براندون في كندا.

## وصلات خارجية
- ديمون سيفرسون على موقع دوري الهوكي الوطني (الإنجليزية)
- ديمون سيفرسون على موقع EliteProspects.com (الإنجليزية)
- ديمون سيفرسون على موقع HockeyDB.com (الإنجليزية)
- ديمون سيفرسون على موقع Hockey-Reference.com (الإنجليزية)